# Drabbelterp
Drabbelterp is sinds 1984 de naam van de Friese stad Sneek tijdens de viering van carnaval.
De naam Drabbelterp is afkomstig van een lokale lekkernij, de drabbelkoek, en de ligging en stichting van de stad rondom de terp van de Grote of Martinikerk.

## Historie
In 1973 wordt in Sneek de eerste carnaval gevierd en wordt Carnavalsvereniging De Oeletoeters opgericht. De eerste jaren vindt het feest in kleine vorm plaats in de Wigledam. Deze carnavalsavonden worden steeds drukker bezocht, waardoor moet worden uitgeweken naar de foyer van het Amicitia Theater. Inmiddels was het carnavalsfeest niet meer beperkt tot een avond, maar werd er een vierdaags feest, met optocht, georganiseerd. Sinds 1984, het 11-jarig bestaan van De Oeletoeters, ontvangt Prins Carnaval ook daadwerkelijk de sleutel van de stad Sneek uit handen van de burgemeester.

## Tegenwoordig
Het carnaval in Sneek is tegenwoordig een van de grootste vieringen van carnaval boven de rivieren. De vereniging heeft vele honderden leden en een eigen permanente residentie. De optocht door het centrum van Sneek trekt jaarlijks duizenden bezoekers. In de Sneker kerken, waaronder in de Sint Martinuskerk, worden carnavalsmissen gehouden.